# Vescomtat del Buçon
El vescomtat del Buçon (en occità vescomtat dau/del Buçon, en francès vicomté d'Aubusson) fou una jurisdicció feudal d'Occitània i teòricament formava part del regne de França. El seu origen fou el vescomte de Llemotges Fulcoald, germà de Bernat II de Tolosa el vedell que era governador de la ciutat i el seu territori cap al 872 per compte del seu germà (assassinat aquest any) i la va conservar fins a la seva mort el 886 titulant-se vescomte. El seu fill gran Hildebert I, fou vescomte de Llemotges, i el segon, Ranulf I fou senyor del Buçon.

## Llista de vescomtes del Buçon
- Ranulf I ?-934
- Robert I 934-942
- Renaud I 942-958 (fill de Ranulf I)
- Ranulf II Cabridel 958-1031
- Ranulf III 1031-1060
- Renaud III 1060-1069
- Guillem I 1069-1106
- Renaud IV 1106-?
- Renaud V el leprós ?-1185
- Guiu I 1185- ?
- Renaud VI ?-1249
- Ranulf V 1249-c. 1265, cap al 1263/1266 va vendre el vescomtat als comtes de la Marca llemosina
- Guillem II (hereu) 1263, senyor de La Borne, La Feuillade, Monteil-au-Vicomte, Poux, Pontarion i Damoiseau (+1317), va iniciar una dinastia senyorial que va continuar el seu fill Renaud VIII (1317-1353) i els seus successors.